# 크리스티아노 델 그로소
크리스티아노 델 그로소(이탈리아어: Cristiano Del Grosso, 1983년 3월 24일 ~ )는 이탈리아의 전 축구 선수이다.

## 클럽 경력

### 시에나
델 그로소는 20111년 6월 15일에 시에나와 계약을 연장했고, 2년 계약을 맺었다.

### 베네치아
2017년 8월 18일에, 새롭게 승격한 세리에 B 구단 베네치아는 2017–18 시즌 동안에 델 그로소와 계약했다.

### 페스카라
2018년 7월 17일에 델 그로소는 세리에 B 클럽 페스카라와 계약했다.